# Karia HM V

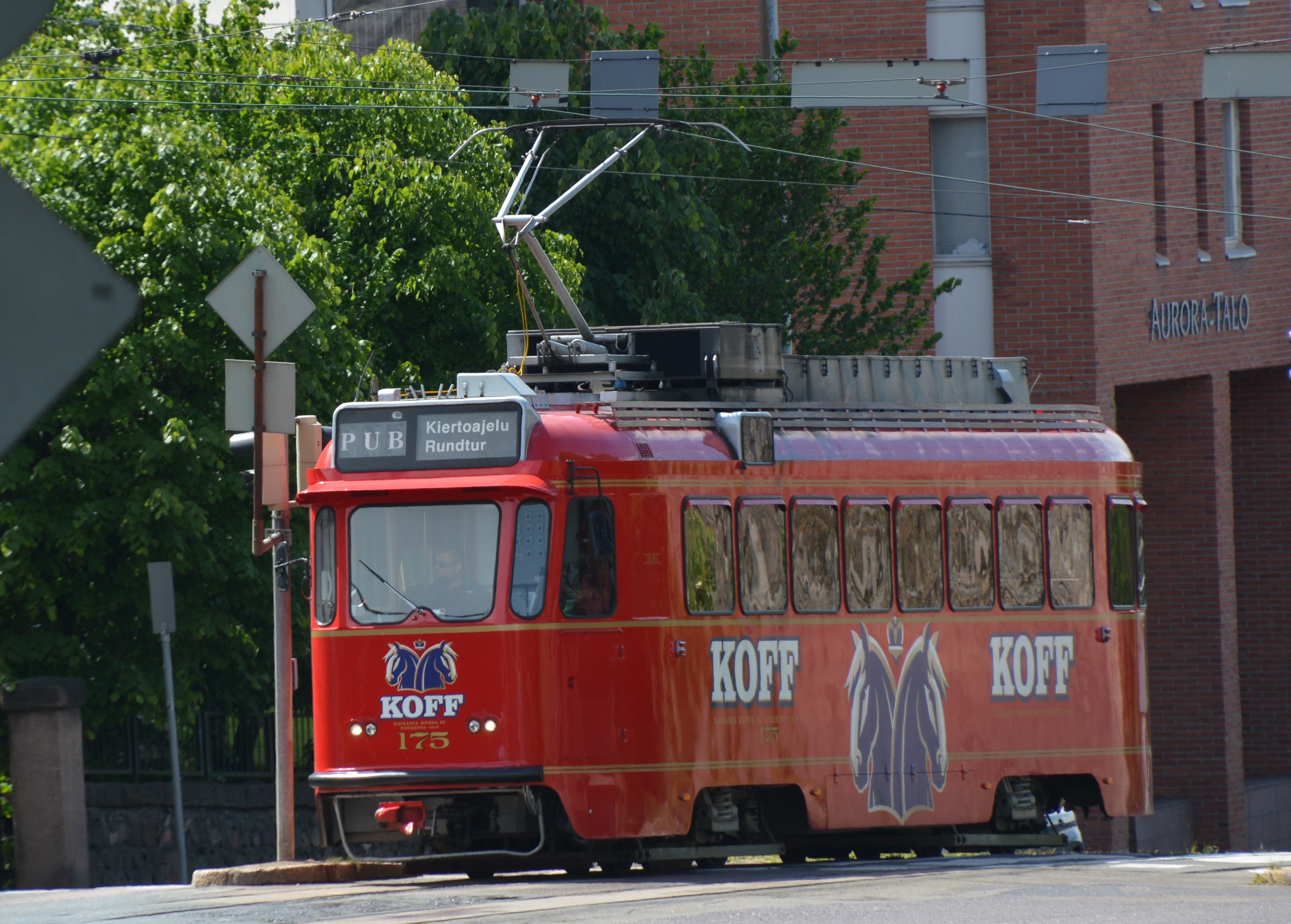
Spårakoff, 2016

Karia HM V är en fyraaxlars spårvagn med två boggier som gått i trafik i Helsingfors stads trafikverk. 15 spårvagnar av denna typ tillverkades av  Karia i Karis 1959.
Spårvagnarna av typ Karia HM V började tas ur trafik 1993. En har byggts om till serveringsspårvagnen Spårakoff. I slutet av 2000-talet var några få spårvagnar fortfarande i trafik då och då på grund av återkommande driftsproblem beträffande senare levererade Variotram-spårvagnar. 
Typen HM V – tillsammans med den samtida och mycket lika Valmet RM 3 – representerade det sista utvecklingssteget av fem mycket lika spårvagnstyper, som tillverkades under 1950-talet av Karia och Valmet för trafik på Helsingfors spårvägar och Åbo spårvägar. Närmast föregående typer var Karia HM IV och Valmet RM 1 för Helsingfors och Valmet RM 2 för Åbo.
Helsingfors stads trafikverk beställde 1957 sina 15 HM V-spårvagnar av Karia, som var ett dotterföretag till Suomen Autoteollisuus. Typnamnet kommer från Helsingin moottorivaunu, viides sarja ("Helsingfors motorvagn, serie fem"). Karia byggde karosser och svarade för sammansättningen, medan Sisu Auto (ett annat dotterföretag till Suomen Autoteollisuus) levererade boggier och Strömberg den elektriska utrustningen.

## Drift
Den första HM V-spårvagnen levererades i april 1959 och den femtonde och sista i oktober 1959. 
HM V byggdes ursprungligen för förare och konduktör, men byggdes om 1978–1982 för enmansbetjäning.
Under slutet av 1990-talet beställde Helsingfors stads trafikverk 40 låggolvsspårvagnar av typ Variotram som tänkta ersättare för samtliga spårvagnar av typerna HM V och RM 3. På grund av återkommande problem med Variotram-spårvagnarna, fortsatte vissa exemplar av de äldre typerna i trafik, några efter omfattande renovering i Tallinn 2004–2005.